# Nikolai van der Heyde
Nikolai van der Heyde (Leeuwarden, 23 januari 1936 – Laren (Noord-Holland), 6 augustus 2020) was een Nederlands regisseur en schrijver.

## Biografie
Van der Heyde studeerde in 1964 af aan de Nederlandse Filmacademie. Via deze opleiding had hij de mogelijkheid om twee korte films te maken. Hij werd als een van de meest getalenteerde studenten van zijn lichting gezien. In hetzelfde jaar richtte hij samen met Wim Verstappen en Pim de la Parra het filmtijdschrift Skoop op. Mede met steun van biermagnaat Alfred Heineken kon hij in 1966 zijn eerste langspeelfilm maken: Een ochtend van zes weken. De film kreeg in binnen- en buitenland goede kritieken, alleen bleef het publiek weg.
Van der Heyde richtte zich wat meer op een internationale markt voor zijn films. Hij maakte To Grab the Ring en vijf jaar later Love Comes Quietly. Beide films werden genomineerd voor een Gouden Beer op het Filmfestival van Berlijn. Van der Heyde was een liefhebber van Hollywoodfilms en als de kans zich voordeed, liet hij Engelse of Amerikaanse acteurs een rol spelen in een van zijn films. Vervolgens richtte hij zich op de kluchtige komedie Help, de dokter verzuipt!, naar de streekroman van Toon Kortooms, die zijn grootste succes bij het grote publiek zou worden. Zijn carrière verliep daarna minder. De opvolger van Help! De dokter verzuipt, getiteld Laat de dokter maar schuiven, werd een flop. Na de film Nitwits heeft Van der Heyde enkel nog Duitse televisieseries geregisseerd.
Van der Heyde overleed op 6 augustus 2020 op 84-jarige leeftijd in het Rosa Spier Huis in Laren.

## Filmografie
- Erste Liebe (2004)
- Hilde (1998)
- Monsieur Dupont arrives a little bit later (1995)
- Abschied im Dunkel (1995)
- Alter is nur ein Zahl (1994)
- Nederlandse Spoorwegen (1994)
- Abschied im Advent (1992)
- Die Wahrheit schmerzt (1992)
- Antique currents (1988)
- Nitwits (1987)
- Gateway to Europe (1985)
- Laat de dokter maar schuiven (1980)
- De dwaze lotgevallen van Sherlock Jones (1979)
- Help, de dokter verzuipt! (1974)
- Love Comes Quietly... (Angela) (1971)
- 11.50 uit Zürich (1969)
- To Grab the Ring (1968)
- Een ochtend van zes weken (1966)
- De boogschutter (1965)
- De kegelbaan (1963)
- Een drup op de tong (1962)